# Guanare
Guanare – miasto w Wenezueli, stolica stanu Portuguesa. W 2005 roku liczyło 112 315 mieszkańców. 
Duży ośrodek uniwersytecki, główne miejsce kultu maryjnego w Wenezueli (uznane przez Kościół rzymskokatolicki miejsce objawień).
W mieście rozwinął się przemysł drzewny.